# Опіка (фільм, 2017)
«Опіка» (міжнародна назва; фр. Jusqu'à la garde, буквальний переклад — «До кінця», або «У вищій мірі») — французький драматичний фільм 2017 року, повнометражний режисерський дебют Ксав'є Леграна. Світова прем'єра стрічки відбулася 8 вересня 2017 року на 74-му Венеційському міжнародному кінофестивалі, де вона брала участь в основній конкурсній програмі та отримала премію «Срібний лев». У травні 2018 року фільм брав участь в основній конкурсній програмі 47-го Київського МКФ «Молодість» та отримав Приз ФІПРЕССІ за найкращий фільм. У 2019 році фільм був номінований в 10-ти категоріях на здобуття французької національної кінопремії «Сезар», та отримав 4 нагороди, у тому числі за найкращий фільм.

## Сюжет
Сімейна пара Бессонів знаходиться на межі розлучення. Міріам хоче залишити сина собі, але переходить межу дозволеного й звинувачується у зловживанні повноваженнями. Героїня просить одноосібну опіку, але суддя прохання не задовольняє і віддає сина Жульєна під спільну опіку з батьком. Міріам вважає, що її права порушені. Ставши заручником конфлікту між рідними батьками, Жульєн наважується на відчайдушний крок, аби завадити найгіршому.

## У ролях
| • Леа Дрюкер               | … | Міріам Бессон    |
| • Дені Меноше              | … | Антуан Бессон    |
| • Тома Жорія               | … | Жульєн Бессон    |
| • Матильда Оневьо          | … | Жозефіна Бессон  |
| • Матьє Сайкалі            | … | Самуель          |
| • Флоренс Янас             | … | Сільвія          |
| • Саадія Бентайєб          | … | суддя            |
| • Коралі Руссьє            | … | клерк            |
| • Софі Пінсемелль          | … | наставник Давіні |
| • Емілі Інсерті-Форментіні | … | наставниця Генен |

## Знімальна група
- Автор сценарію — Ксав'є Легран
- Режисер-постановник — Ксав'є Легран
- Продюсер — Олександр Гаврас
- Оператор — Наталі Дюран
- Монтаж — Йоргос Лампринос
- Художник-постановник — Джеремі Сфез
- Художник з костюмів — Лоуренс Форджес-Локгарт
- Художник-декоратор — Емілі Ферренк
- Підбір акторів — Юна Де Перетті
- Звук — Жульєн Сікар, Жульєн Ройг, Вінсент Верду

## Нагороди та номінації
| Список нагород та номінацій (Список не є вичерпним) | Список нагород та номінацій (Список не є вичерпним) | Список нагород та номінацій (Список не є вичерпним) | Список нагород та номінацій (Список не є вичерпним) | Список нагород та номінацій (Список не є вичерпним) | Список нагород та номінацій (Список не є вичерпним) |
| Кінофестиваль/Кінопремія                            | Рік                                                 | Категорія                                           | Номінант(и)                                         | Результат                                           | Дж                                                  |
| --------------------------------------------------- | --------------------------------------------------- | --------------------------------------------------- | --------------------------------------------------- | --------------------------------------------------- | --------------------------------------------------- |
| Венеційський міжнародний кінофестиваль              | 2017                                                | Золотий лев                                         | Опіка                                               | Номінація                                           |                                                     |
| Венеційський міжнародний кінофестиваль              | 2017                                                | Срібний лев за найкращу режисерську роботу          | Ксав'є Легран                                       | Перемога                                            |                                                     |
| Венеційський міжнародний кінофестиваль              | 2017                                                | Нагорода Луїджі Де Лаурентіса                       | Ксав'є Легран                                       | Перемога                                            |                                                     |
| Міжнародний кінофестиваль у Сан-Себастьяні          | 2017                                                | Приз аудиторії за найкращий європейський фільм      | Опіка                                               | Перемога                                            |                                                     |
| Міжнародний кінофестиваль у Сан-Себастьяні          | 2017                                                | Нагорода TVE Otra Mirada                            | Опіка                                               | Перемога                                            |                                                     |
| Цюрихський кінофестиваль                            | 2017                                                | Золоте око                                          | Опіка                                               | Перемога                                            |                                                     |
| Цюрихський кінофестиваль                            | 2017                                                | Спеціальна згадка                                   | Опіка                                               | Номінація                                           |                                                     |
| Міжнародний кінофестиваль у Торонто                 | 2017                                                | Приз Платформа                                      | Опіка                                               | Номінація                                           |                                                     |
| Загребський кінофестиваль                           | 2017                                                | Золота коляска                                      | Опіка                                               | Номінація                                           |                                                     |
| Кінофестиваль у Глазго                              | 2018                                                | Приз глядацьких симпатій                            | Опіка                                               | Перемога                                            |                                                     |
| Міжнародний кінофестиваль RiverRun                  | 2018                                                | Приз журі найкращому акторові                       | Тома Джіора                                         | Перемога                                            |                                                     |
| Міжнародний кінофестиваль у Палм-Спрінгз            | 2017                                                | Directors to Watch                                  | Ксав'є Легран                                       | Перемога                                            |                                                     |
| Кінофестиваль у Маямі                               | 2017                                                | Найкращий сценарій                                  | Ксав'є Легран                                       | Перемога                                            |                                                     |
| 47-й Київський МКФ «Молодість»                      | 2018                                                | Гран-прі «Скіфський олень»                          | Опіка                                               | Номінація                                           | [ 4 ]                                               |
| 47-й Київський МКФ «Молодість»                      | 2018                                                | Приз ФІПРЕССІ                                       | Опіка                                               | Перемога                                            | [ 4 ]                                               |
| 47-й Київський МКФ «Молодість»                      | 2018                                                | Диплом журі ФІПРЕССІ                                | Матильда Оневьо                                     | Перемога                                            | [ 4 ]                                               |
| Приз Луї Деллюка                                    | 2018                                                | Найкращий перший фільм                              | Опіка (спільно з «Дикі хлопчаки»)                   | Перемога                                            |                                                     |
| Премія «Люм'єр»                                     | 04.02.2019                                          | Найкращий дебютний фільм                            | Опіка                                               | Перемога                                            | [ 11 ]                                              |
| Премія «Люм'єр»                                     | 04.02.2019                                          | Найкращий режисер                                   | Ксав'є Легран                                       | Номінація                                           | [ 11 ]                                              |
| Премія «Люм'єр»                                     | 04.02.2019                                          | Найкращий актор                                     | Дені Меноше                                         | Номінація                                           | [ 11 ]                                              |
| Премія «Люм'єр»                                     | 04.02.2019                                          | Найкраща акторка                                    | Леа Дрюкер                                          | Номінація                                           | [ 11 ]                                              |
| Премія «Кришталевий глобус»                         | 4.05.2019                                           | Найкращий фільм                                     | Опіка                                               | Номінація                                           | [ 12 ]                                              |
| Премія «Кришталевий глобус»                         | 4.05.2019                                           | Найкраща акторка                                    | Леа Дрюкер                                          | Номінація                                           | [ 12 ]                                              |
| Премія «Сезар»                                      | 22.02.2019                                          | Найкращий фільм                                     | Опіка                                               | Перемога                                            | [ 6 ] [ 9 ]                                         |
| Премія «Сезар»                                      | 22.02.2019                                          | Найкращий дебютний фільм                            | Опіка                                               | Номінація                                           | [ 6 ] [ 9 ]                                         |
| Премія «Сезар»                                      | 22.02.2019                                          | Найкраща режисерська робота                         | Ксав'є Легран                                       | Номінація                                           | [ 6 ] [ 9 ]                                         |
| Премія «Сезар»                                      | 22.02.2019                                          | Найкращий актор                                     | Дені Меноше                                         | Номінація                                           | [ 6 ] [ 9 ]                                         |
| Премія «Сезар»                                      | 22.02.2019                                          | Найкраща акторка                                    | Леа Дрюкер                                          | Перемога                                            | [ 6 ] [ 9 ]                                         |
| Премія «Сезар»                                      | 22.02.2019                                          | Найперспективніший актор                            | Тома Жорія                                          | Номінація                                           | [ 6 ] [ 9 ]                                         |
| Премія «Сезар»                                      | 22.02.2019                                          | Найкращий оригінальний сценарій                     | Ксав'є Легран                                       | Перемога                                            | [ 6 ] [ 9 ]                                         |
| Премія «Сезар»                                      | 22.02.2019                                          | Найкращий монтаж                                    | Йоргос Лампринос                                    | Перемога                                            | [ 6 ] [ 9 ]                                         |
| Премія «Сезар»                                      | 22.02.2019                                          | Найкраща операторська робота                        | Наталі Дюран                                        | Номінація                                           | [ 6 ] [ 9 ]                                         |
| Премія «Сезар»                                      | 22.02.2019                                          | Найкращий звук                                      | Жульєн Сікар, Жульєн Ройг, Вінсент Верду            | Номінація                                           | [ 6 ] [ 9 ]                                         |